# Le Testament de Tibhirine

Le Testament de Tibhirine est un documentaire français, sorti en 2006, réalisé par Emmanuel Audrain et produit par la société .Mille et Une. Films. Il a pour sujet la vie et la spiritualité des moines cisterciens de l'abbaye Notre-Dame de l'Atlas, à Tibhirine. Il a été diffusé pour la première fois sur France 3, le 19 avril 2006. Ce documentaire a inspiré au producteur Étienne Comar l'idée du film de fiction Des hommes et des dieux, sorti en 2010.

## Synopsis

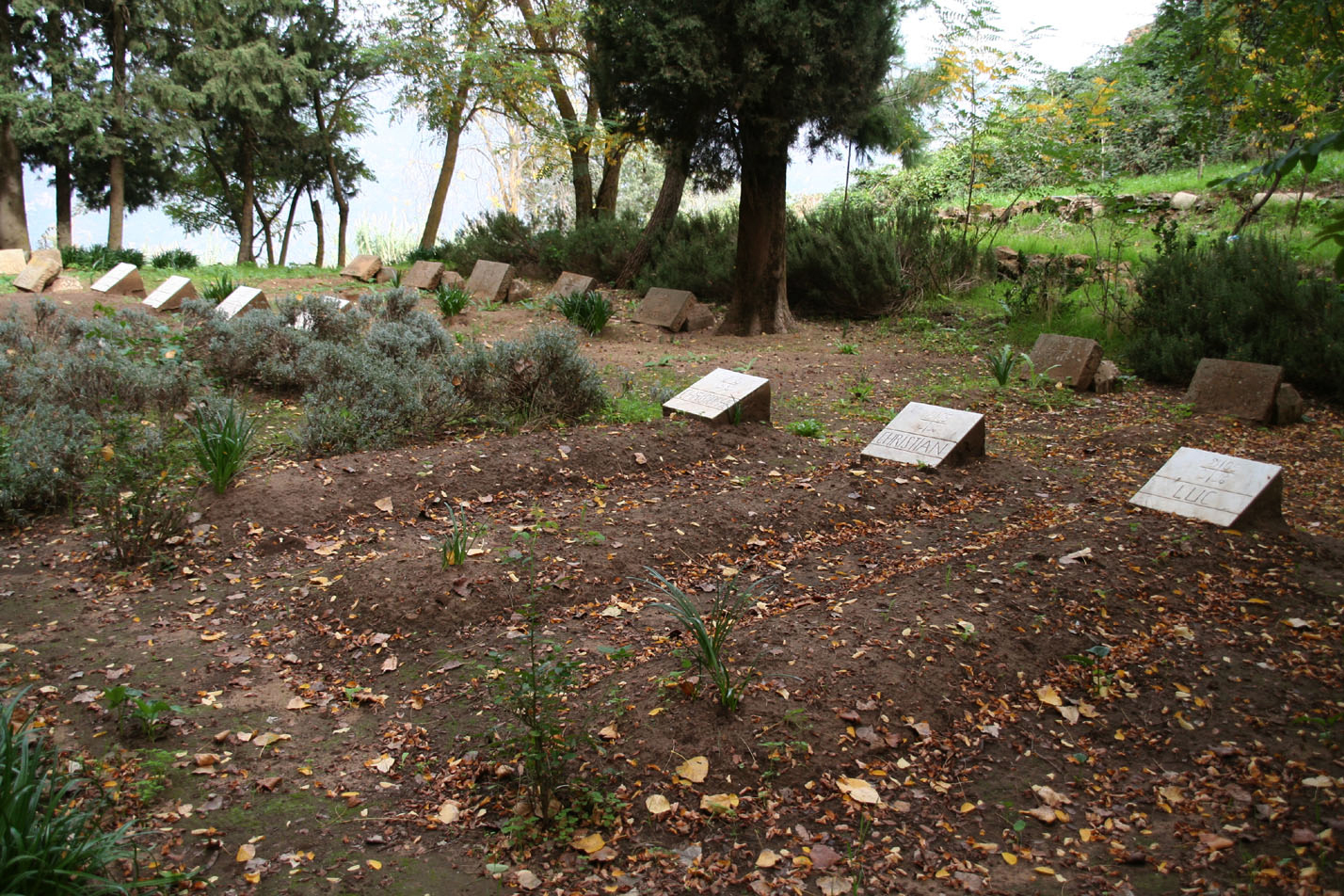
Le cimetière du monastère de Tibhirine.

Réalisé 10 ans après l'assassinat des moines de Tibhirine, ce documentaire raconte l'amour de ces hommes pour cette région des montagnes de l'Atlas et ses habitants. Il dévoile leur vie quotidienne au sein de l'abbaye Notre-Dame de l'Atlas, leurs activités communes avec les villageois, leur dialogue avec ces derniers, dans un respect profond de la religion musulmane.
Le film s'interroge aussi sur les raisons qui ont poussé les moines à demeurer dans ce monastère, en pleine guerre civile algérienne. La nuit de Noël 1993, où les moines ont été sous la menace d'un commando du GIA, est ainsi évoquée. Le testament de Christian de Chergé, prieur du monastère, et le journal d'un des moines, servent de trame à ce récit, illustré d'images d'archives de la vie au monastère et de prises de vues tournées sur place, dix ans après leur mort. Les écrits des moines et des témoignages sur eux éclairent ainsi leurs motivations profondes à rester.
Le film évite, en revanche, de mener l'enquête sur les circonstances réelles de leur assassinat après leur enlèvement. En ce sens, il a inspiré le scénario de la fiction Des hommes et des dieux, qui se concentre aussi sur la période qui a précédé la disparition des moines.

## Production

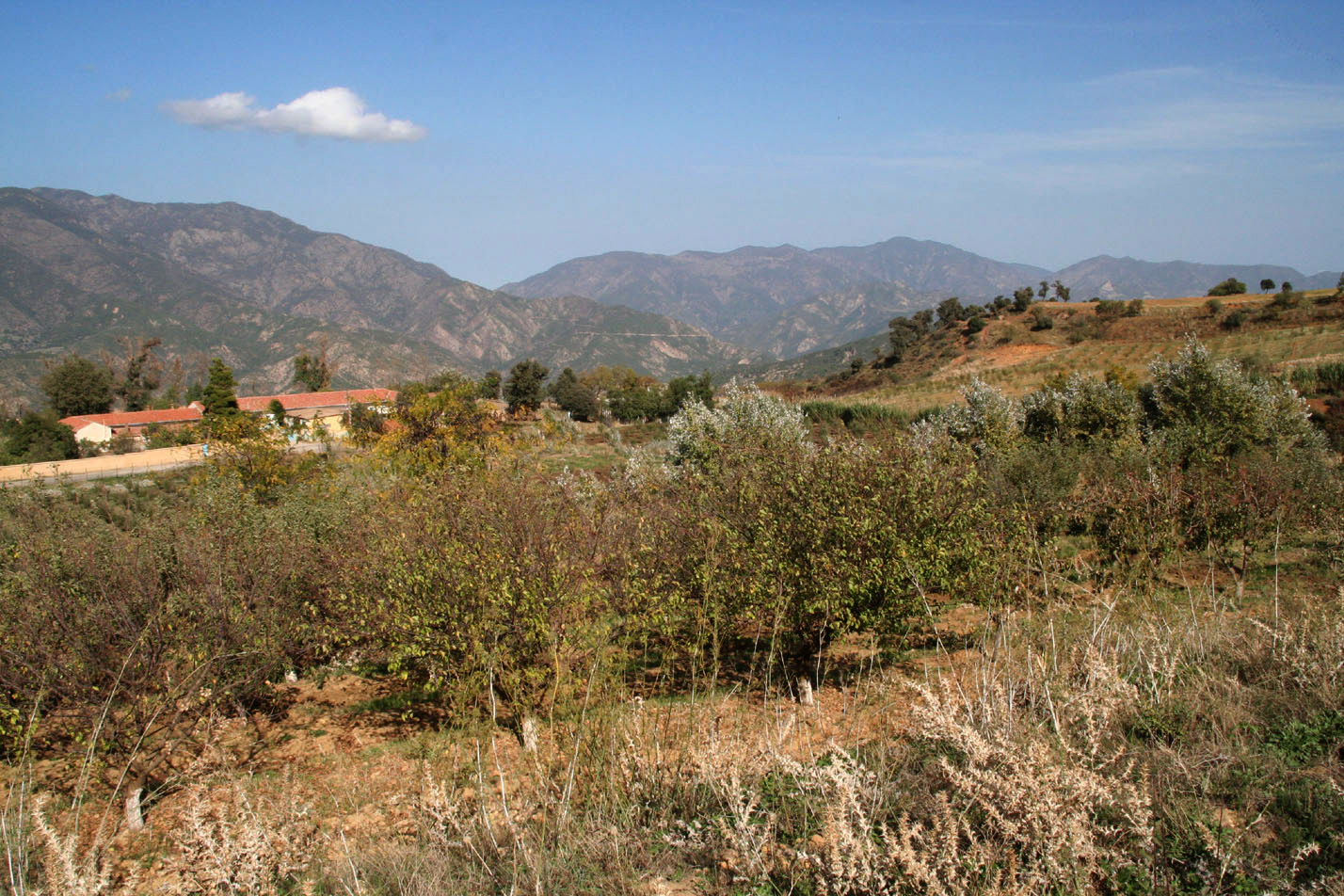
Les montagnes, les champs et les oliviers devant l'abbaye

Lors de l'annonce de la mort de sept moines de Tibhirine, en 1996, le réalisateur de documentaire Emmanuel Audrain est frappé par la lecture du testament du prieur du monastère, le père Christian de Chergé. Pour lui, « On y découvre un homme de paix qui voue un amour inconditionnel à l’Algérie, avec aussi un grand respect de l’islam. ». Deux ans plus tard, Emmanuel Audrain fait un travail exploratoire en vue de la réalisation d'un documentaire sur les moines. Il rencontre des membres de leurs familles et visite des monastères cisterciens où ils avaient vécu avant de partir en Algérie. Il reçoit le soutien de Gilles Padovani, de la société de production .Mille et Une. Films mais doit patienter avant qu'une chaîne de télévision projette de participer au financement du film en vue d'une diffusion.
Près de dix ans après la mort des moines, l'intérêt de la chaîne France 3 permet la réalisation du film. Emmanuel Audrain se rend trois fois en Algérie, pour interroger des témoins de la vie des moines et faire des prises de vues dans le monastère et la région. Il y passera, en tout, 48 jours et sera surtout frappé par la solidarité qui unissait les moines, dans leur vie quotidienne, comme dans leur décision de rester en Algérie malgré les dangers qu'ils encouraient,.

## Fiche technique
- Réalisation : Emmanuel Audrain
- Images : Emmanuel Audrain
- Montage : Michèle Loncol
- Montage son : Frédéric Hamelin
- Mixage : Thierry Compain
- Banc titre : Virginie Tasset
- Palette graphique : Christine Mousset-Rouillé
- Synthé : Mathieu Le Jeune
- Conformation : Véronique Maison
- Étalonnage : Frédéric Bécognée
- Voix de Christian : Bernard Mazzinghi
- Voix de Christophe : Gérard Bourgarel
- Production : .Mille et Une. Films / Le Goût du Large / Blink Productions / France 3 Ouest
- Distribution : .Mille et Une. Films
- Langue : Français
- Format : couleur et noir et blanc
- Durée : 52'
- Date de sortie : 2006
- Genre : documentaire[6],[7].

## Témoins
- Claude Rault, Père blanc, évêque de Laghouat en Algérie
- Robert Fouquez, Ermite, apiculteur, voisin
- Gilles Nicolas, Enseignant, curé de Médéa à l'époque
- Rachid et Annick Bouzit, neveux du frère Paul[7].

## Diffusion
- « Le testament de Tibhirine » a été diffusé sur France 3, le 19 avril 2006, à 0h20, ainsi qu’au Festival Travelling 2006 à Rennes[1],[8].
- En 2010, en raison de la sortie du film Des hommes et des dieux, de Xavier Beauvois, le film documentaire Le testament de Tibhirine, qui traite du même thème, est présenté en salle, à Rennes, les 18 et 19 septembre[8].
- Disponible en DVD (Editions Montparnasse).

## Récompenses
- Prix Mémoires de la Méditerranée 2006, du Centre Méditerranéen de la Communication Audiovisuelle[9].
- Prix Ar Men 2006 au Festival de Douarnenez[8].